# Mnogočasovne razsežnosti
Mnogočasovne razsežnosti razširjajo pojem enorazsežnega časa na več razsežnosti. Možnost obstoja več časovnih razsežnosti so nekajkrat raziskovali v fiziki in filozofiji.

## Fizika
Einsteinova posebna teorija relativnosti opisuje prostor-čas kot mnogoterost, katere metrični tenzor ima negativno lastno vrednost. To odgovarja predstavi o časovni smeri. Metrika z več negativnimi lastnimi metrikami bi ustrezno vsebovala več časovnih smeri, oziroma mnogočasovnih razsežnosti. Ni pa točnega dogovora o tem kakšna povezava obstaja med temi dodatnimi »časi« in časom, ki se ga običajno razume.
Ne glede na to so v fiziki razvijali teorije z več kot eno časovno razsežnostjo, ali kot resen opis stvarnosti, ali pa le kot nenavadno možnost. Barsovo delo o »dvočasovni fiziki«, na katero je vplivala simetrija SO(10,2) razširjene supersimetrične zgradbe M-teorije, je nedaven in sistematičen pristop h konceptu. Sorodna je F-teorija, veja teorije strun, ki jo je razvil Vafa, vendar ni »dvočasovna« fizikalna teorija, saj je njena metrična signatura (11,1). 
Bars je izenačil pojem gibalne količine in lege. Ker je gibalna količina odvisna od hitrosti, torej tudi od časa (kot odvod poti po času), se v klasični mehaniki načeloma razlikuje od lege. V klasični mehaniki je bilo stanje gibajočega se telesa popolnoma opisano z njegovo gibalno količino in njegovo lego. V kvantni mehaniki se zaradi načela nedoločenosti lahko za delec točno določi le ena od teh dveh količin, obe hkrati pa ne. Bars domneva, da se ju v določenem trenutku pravzaprav niti ne da razlikovati. Povezani sta le z matematično simetrijo. Če pa se zamenja smisel tega para količin, se lega razlikuje od gibalne količine, ker ni neposredno vezana s časom. Če takšna simetrija obstaja, oziroma, če se lahko zamenja pomen teh dveh količin, je treba vpeljati dodatno časovno razsežnost. Dodatna razsežnost pa nujno zahteva tudi dodatno prostorsko razsežnost. Trenutna M-teorija, ki je ena od najresnejših kanditatkinj za poenotenje teorije gravitacije (splošne teorije relativnosti) in kvantne mehanike, ima 11 razsežnosti; 10 prostorskih in eno časovno. Simetrična dvočasovna M-teorija bi pojasnjevala naravo s trinajstimi razsežnostmi, 11-timi prostorskimi in dvema časovnima.
Walter Craig in Steven Weinstein sta dokazala obstoj dobro zastavljenega  problema začetne vrednosti za ultrahiperbolično enačbo (posplošitvijo valovne enačbe v več kot eni časovni razsežnosti). To je pokazalo, da se začetni podatki na mešani (prostorski in časovni) hiperploskvi za katere velja posebna nekrajevna vez razvijejo deterministično v preostali časovni razsežnosti. George A. J. Sparling je obravnaval dodatne prostorskočasovne razsežnosti s pomočjo spinorjev.